# Колокотронис, Панос
Панос Колокотронис (греч.  Πάνος Κολοκοτρώνης 1836, Нафплион — 1893, Афины) — греческий офицер и революционер, участник Сербско-турецкой войны 1876 года. Возглавлял Военное училище эвэлпидов в период 1881—1885.

## Биография
Панос Колокотронис родился в городе Навплион и был сыном одного из самых известных военачальников и героев Греческой революции - Теодороса Колокотрониса. Получил имя убитого старшего сына Т. Колокотрониса (от первой жены). Поскольку Панос был внебрачным сыном 70-летнего тогда Колокотрониса от монахини Маргариты (с которой Теодорос Колокотронис был знаком со своего заключения на острове Идра), он не признавался семьёй Т. Колокотрониса. Но сам Теодорос Колокотронис в своём завещании от 3 мая 1841 года не забыл Маргариту и признал Паноса своим сыном.
В юности Панос поступил в Военное училище эвэлпидов. В 1857 году мать Паноса - Маргарита, по прозвищу «монахиня», - обратилась к королю Оттону с просьбой уменьшить плату за учёбу сына с 750 драхм до 230, поскольку 120 драхм пенсии, что она получала, не хватало на учёбу сына и на жизнь.
Панос был в оппозиции политике короля-баварца Оттона, принимая участие в революционных движениях. В звании младшего лейтенанта, в 1861 году, в Аргосе, он был в числе 11 офицеров, обвинённых в отсутствии уважения к королю и заключённых в тюрьму. Среди осуждённых были также полковник Панос Коронеос и младший лейтенант Тимолеон Вассос. С низложением Оттона в 1862 году, Панос Колокотронис принял участие в Национальном Собрании, возглавил полицию Афин-Пирея. А затем стал адъютантом нового монарха Георга I.
Панос Колокотронис добровольцем принял участие в Сербско-турецкой войне 1876 года, где был ранен. Был награждён сербским правительством.
В звании майора был в составе штаба греческой армии во время похода в Фессалию и членом греческой делегации на переговорах с турками в городе Превеза 25.01.1879 года.
В звании подполковника Колокотронис возглавил Военное училище эвэлпидов (в период 1881—1885 гг.). После француза Позье, Колокотронис был «без сомнения лучшим начальником училища, подняв его на тот уровень, о котором мечтали основатели училища Иоанн Каподистрия и Позье». Сегодня в здании училища установлен его бюст.
Панос Колокотронис командовал 2-м артиллерийским полком с 1886 года и до своей смерти, в 1893 году.
Панос Колокотронис был награждён орденом Спасителя.
Умер в Афинах в 1893 году.

## Семья
Панос Колокотронис был женат и имел троих детей, среди которых - майор Георгиос Колокотронис, погибший во Вторую Балканскую войну.